# Augyles cribratellus
Augyles cribratellus là một loài bọ cánh cứng trong họ Heteroceridae. Loài này được Fairmaire miêu tả khoa học đầu tiên năm 1893.